# Junkers Jumo 109-004

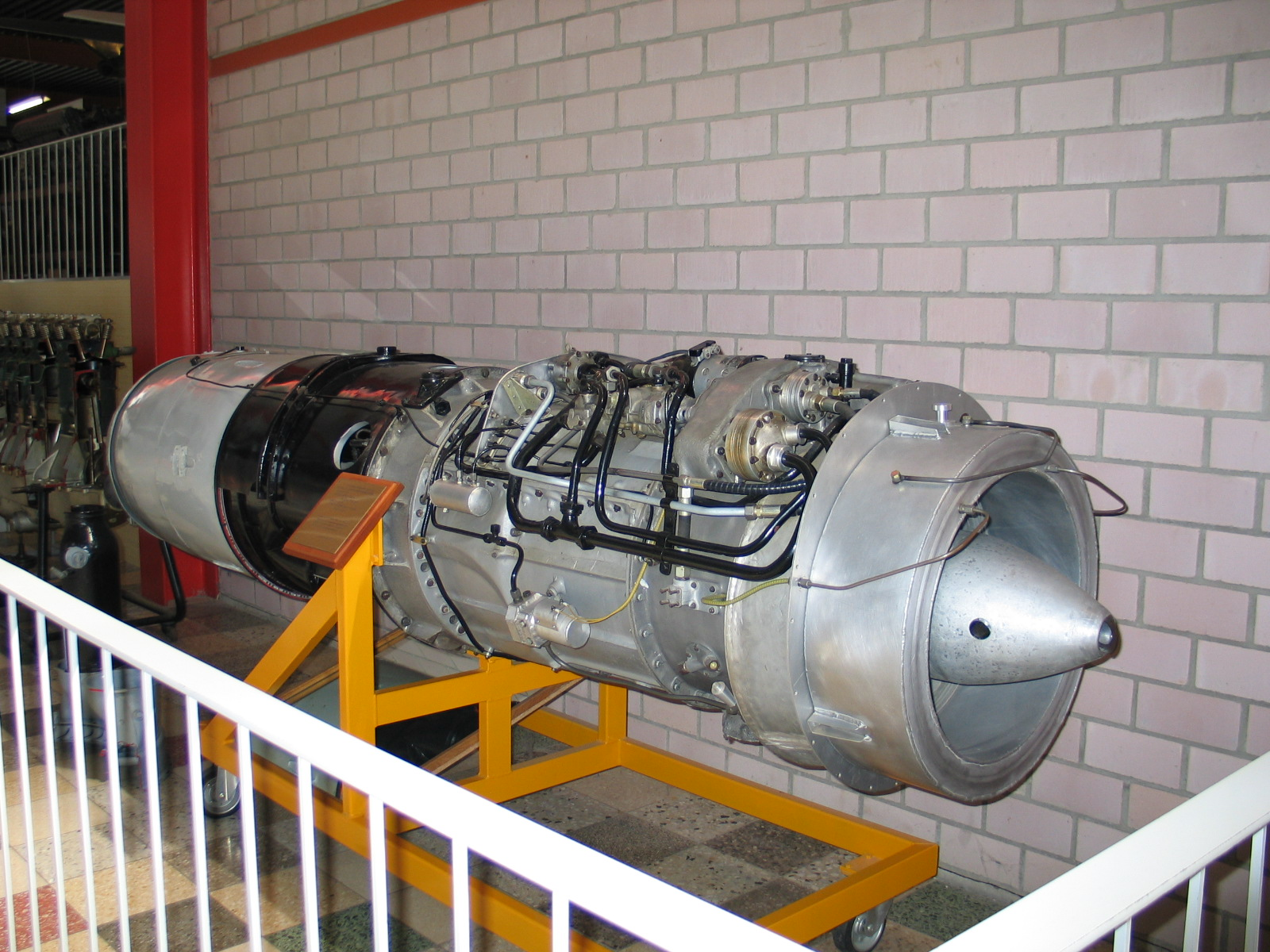
Jumo 004 in de Flugausstellung L. + P. Junior (19 april 2006)

Een Junkers Jumo 109-004 is een straalmotor die onder meer bij het Duitse jachtvliegtuig Messerschmitt Me 262 werd ingebouwd. 
Vanaf eind jaren 30 begon de ontwikkeling van deze motor en hij werd vanaf begin 1944 in serie-productie genomen. De motor had op dat moment een levensduur van 10 vlieguren, hierna moest de motor gereviseerd worden. In de laatste maanden van de oorlog had de motor inmiddels een levensduur van 25 vlieguren gekregen. Er werden er ruim 5000 van geproduceerd.
Ook de Arado Ar 234 werd met twee van deze motoren uitgerust.

## Kenmerken
- gewicht: 745 kg
- toerental: 8700/min
- stuwkracht: 8800 N